# Bimeria
Bimeria is een geslacht van neteldieren uit de familie van de Bougainvilliidae.

## Soorten
- Bimeria australis Blackburn, 1937
- Bimeria belgicae (Vanhöffen, 1910)
- Bimeria corynopsis Vanhöffen, 1910
- Bimeria currumbinensis Pennycuik, 1959
- Bimeria fluminalis Annandale, 1915
- Bimeria rigida Warren, 1919
- Bimeria vestita Wright, 1859